# Marzban
Marzban (in persiano مرزبان‎, derivato da marz مرز "confine, limite del territorio" con il suffisso -bān بان "guardiano") furono una classe di "margravi", cioè di comandanti militari incaricati della protezione delle province di confine dell'Impero Sasanide di Persia (Iran) tra il III e il VII secolo d.C.

## Etimologia
La moderna parola persiana marz deriva dall'avestico marəza "frontiera"; bān è un cognato dell'avestico e del persiano antico pat "protettore". La parola fu introdotta in arabo dal persiano nuovo come marzubān (plurale marāziba).
Al-Marzubani è stato utilizzato come un nisba (titolo di famiglia) per alcune famiglie arabe, i cui antenati furono Marzban. 

## Descrizione
Ai Marzban era concessa l'amministrazione delle province di confine ed erano responsabili per il mantenimento della sicurezza delle vie commerciali, combattendo le invasioni delle tribù nomadi quali gli Arabi beduini, gli Unni Bianchi e i Turchi Oghuz, mantenendo inoltre la prima linea di difesa contro i nemici organizzati quali i Romani e i Kushan. 
Lo Shahanshah (Re dei Re) sasanide solitamente sceglieva i Marzban fra le Bozorgan, famiglie nobili persiane che detenevano le posizioni più potenti nell'amministrazione imperiale.
Il grado di Marzban, come la maggior parte dei titoli dell'amministrazione imperiale, era principalmente un titolo legato al patrimonio ed era conservato da una singola famiglia per molte generazioni. 
Ai Marzban di maggiore anzianità era concesso l'uso di un trono d'argento, mentre ai Marzban delle province di confine più strategiche, come ad esempio la provincia di Armenia, era concesso l'uso di un trono d'oro.
Nelle campagne militari, i Marzban regionali potevano essere considerati come marescialli di campo, mentre solo alcuni Spahbod potevano comandare un'armata di campo.
Non è chiaro se avessero autorità sui castelli nell'area di loro controllo, siccome gli Argbadh erano responsabili dei loro castelli.
Per molti aspetti, i Marzban persiani avevano la stessa funzione e lo stesso status dei Margravi germanici medievali. 
Il Marzban di Abarshahr in Asia Centrale era chiamato "Kanarang".